# Апаресида дос Сантос, Эстер
Эстер Апаресида дос Сантос (порт. Ester Aparecida dos Santos; 9 декабря 1982, Гуарульюс, Сан-Паулу), более известная как Эстер — бразильская футболистка, опорная полузащитница. Выступала за сборную Бразилии.

## Биография

### Клубная карьера
В первой половине карьеры выступала на родине за клубы «Клубе Атлетико Жувентус», «Сантос», «СЕПЕ-Кашиас». В «Сантосе» провела около 10 лет, становилась победительницей Кубка Либертадорес 2009 и 2010 годов, Кубка Бразилии 2008 и 2009 годов, неоднократной победительницей чемпионата штата Сан-Паулу. С клубом «СЕПЕ-Кашиас» в 2007 году победила в чемпионате штата Рио-де-Жанейро, команда выиграла все 15 матчей. В 2008 году была выбрана на драфте американской лиги WPS клубом «Скай Блю», но решила тогда не уезжать из Бразилии.
В начале 2012 года перешла в российский клуб «Россиянка» (Красноармейск). В марте 2012 года приняла участие в двух матчах 1/4 финала женской Лиги чемпионов, проигранных немецкой «Турбине». В высшей лиге России дебютировала 26 апреля 2012 года в матче против «Зоркого». Всего в весенней части сезона 2011/12 сыграла 8 матчей в чемпионате и стала со своим клубом чемпионкой России.
В 2013 году выступала в чемпионате Англии за «Челси», сыграла 10 матчей. В сентябре 2013 года, вместе с партнёршей по «Россиянке» и «Челси» Софией Якобссон перешла в состав новичка высшего дивизиона Германии «Клоппенбург», сыграла 16 матчей за сезон и не смогла помочь клубу удержаться в лиге.
С 2015 года до конца карьеры снова играла в Бразилии. В высшем дивизионе выступала за «Киндерманн», «Васко да Гама», «Фоз Катаратас», «Сан-Жозе», также играла за ряд клубов в региональных соревнованиях.

### Карьера в сборной
Дебютировала в национальной сборной Бразилии в 2003 году, но долгое время не была основным игроком команды. Победительница Панамериканских игр 2003 года и вице-чемпионка Южной Америки 2006 года. Закрепилась в составе во время победного розыгрыша Панамериканских игр 2007 года. Затем приняла участие в чемпионате мира 2007 года, где сыграла 6 матчей и стала вице-чемпионкой. В 2008 году на Олимпийских играх в Пекине провела 5 матчей и также завоевала серебряную медаль. Участвовала в чемпионате мира 2011 года (4 матча) и Олимпиаде-2012 (4 матча), но там бразильянки не попадали в призовую тройку. Чемпионка Южной Америки 2010 года. Всего сыграла не менее 56 матчей за сборную, забила один гол.